# Gribskov
Gribskov is een gemeente in de Deense regio Hoofdstad (Hovedstaden) en telt 41.213 inwoners (2017). De gemeente is genoemd naar het bos Grib Skov en grenst aan het grootste meer van Denemarken: Arresø.
Na de herindeling van 2007 werden de gemeentes Græsted-Gilleleje en Helsinge bij Gribskov gevoegd.

## Plaatsen in de gemeente
- Kagerup
- Annisse Nord
- Munkerup
- Ramløse
- Helsinge
- Skærød
- Tisvilde
- Vejby
- Annisse
- Blistrup
- Esbønderup
- Græsted
- Smidstrup
- Gilleleje
- Esrum
- Holløse
- Ørby
- Esbønderup Kohave
- Søborg
- Rågeleje
- Holløselund
- Vejby Strand
- Udsholt Strand
- Dronningmølle
- Strand Esbønderup

Albertslund · Allerød · Ballerup · Bornholm · Brøndby · Dragør · Egedal · Fredensborg · Frederiksberg · Frederikssund · Furesø · Gentofte · Gladsaxe · Glostrup · Gribskov · Halsnæs · Helsingør · Herlev · Hillerød · Høje-Taastrup · Hørsholm · Hvidovre · Ishøj · København · Lyngby-Taarbæk · Rødovre · Rudersdal · Tårnby · Vallensbæk
- International Standard Name Identifier: 0000 0004 0379 1987
- MusicBrainz: 3810e2b7-5657-4829-a83c-a28d8609f447
- Virtual International Authority File: 306292668
- WorldCat: E39PBJkTb8pH6xhMFgwYrCTyh3